# Cino da Pistoia
Cino da Pistoia, altrimenti trascritto come Guittoncino di ser Francesco dei Sigibuldi (Pistoia, 1265 o 1270 circa – Pistoia, 24 dicembre 1336), è stato un poeta e giurista italiano, di parte guelfa nera.
Nacque in una famiglia nobile, in quanto il padre apparteneva alla casata dei Sinibuldi. Studiò all'Università di Bologna, dove ebbe come maestro Dino Rosoni, successivamente insegnò diritto nelle Università di Siena, di Firenze, di Perugia e di Napoli. Nel 1334 fu eletto Gonfaloniere di Pistoia, ma non assunse la carica.
L'opera giuridica più importante di Cino fu la Lectura in codicem (1312–1314), un commento al corpus iuris civilis di Giustiniano I in cui fondeva il diritto romano puro con gli statuti contemporanei e il diritto consuetudinario e canonico, dando così inizio al diritto comune italiano. Scrisse, inoltre, circa 200 poesie liriche notevoli per la purezza del linguaggio e l'armonia dei ritmi, la maggior parte delle quali dedicate a una donna di nome Selvaggia. Dante, suo amico, nel De vulgari eloquentia lodò la sua poesia.
Cino fu anche compagno di studi di Giovanni d'Andrea e amico letterario di Francesco Petrarca. Fu maestro a Perugia di Bartolo da Sassoferrato, uno dei più insigni giuristi dell'Europa continentale del XIV secolo.

## Biografia
La sua famiglia, i Sighibuldi (Sigibuldi o Sigisbuldi anche Sinibuldi), lo mandò a Bologna per studiare diritto e per formarsi dal punto di vista letterario. Si parla inoltre - a partire da una tesi di von Savigny - di un suo soggiorno di due anni in Francia, a Orléans (sede di una delle principali scuole di Diritto transalpine), dove sarebbe stato allievo di Pierre de Belleperche; circostanza che non risulta del tutto certa, specie alla luce del fatto che l'incontro fra Cino da Pistoia e Pierre de Belleperche sarebbe avvenuto a Bologna nel 1300, in occasione di alcune lezioni che il celebre giurista francese avrebbe tenuto all'Alma Mater durante la tappa bolognese di un suo pellegrinaggio verso Roma, dove si stava tenendo il I Giubileo, indetto da Bonifacio VIII. Di tale incontro dà notizia Cino stesso in un passo del Commentario (7.47, de sententiis quae pro eo, n.6).
Amico di Dante Alighieri, nel 1302 fu costretto a lasciare Pistoia a causa della sua appartenenza alla parte guelfa nera. Vi fece ritorno tre anni dopo, grazie all'intervento del marchese Moroello Malaspina, la cui famiglia proteggeva anche Dante, esiliato presso i feudi della Lunigiana. Una volta rientrato, Cino lavorò come giudice.
Si unì al seguito dell'Imperatore Arrigo VII, aderendo al suo programma di restaurazione del potere imperiale in Italia, e nell'ambito di tale progetto collaborò - in qualità di assessore - con Ludovico di Savoia, quando questi diventò senatore di Roma. A seguito della morte di Arrigo VII, avvenuta nell'agosto del 1313 a Buonconvento, si sarebbe ritirato momentaneamente dalla vita politica, dedicandosi agli studi e redigendo il suo celebre Commentario al Codex e al Digesto giustinianei.
Avrebbe in tempi successivi mutato radicalmente il proprio pensiero politico, diventando un fedele guelfo, probabilmente per via di vari incarichi pubblici affidatigli da città vicine al Papa.
Già impegnato nell'insegnamento in scuole superiori (ad esempio a Camerino, prima che venisse fondata la locale università), dal 1321 al 1333 insegnò diritto in diverse università italiane, tra cui Siena, Firenze, Perugia - sede nella quale si sarebbe trattenuto più a lungo, e dove avrebbe incontrato il più celebre fra i suoi allievi, Bartolo da Sassoferrato - e Napoli, dove conobbe Giovanni Boccaccio.

### Giurista
(Cino, Lectura super Codice, a Cod. a. 14. 5)
Come giurista, Cino da Pistoia scrisse la Lectura super Codicem, un grandioso commento al Codice giustinianeo, e iniziò un commento anche sul Digesto, che però rimase sostanzialmente incompleto (abbracciò solo il I libro, nove titoli del II e il De rebus creditis del XII). Detta opera è stata completata nel 1314; gran parte della sua redazione sarebbe dunque dovuta avvenire nel periodo di ritiro dalla vita pubblica che era seguito alla morte di Arrigo VII.
Nel corso dell'attività didattica, per la quale si sarebbe in gran parte basato sulle glosse di Accursio, avrebbe redatto le Additiones: concepite originariamente come brevi appunti aggiuntivi alle glosse, sarebbero presto diventate dei brani di notevole lunghezza e consistenza, capaci di esaurire da sole un'intera lectura universitaria. Dette additiones sarebbero state raccolte nella Lectura per viam additionum. È proprio da tali Additiones che ricaviamo gran parte del suo pensiero sul Digesto.
Verso la fine della sua vita si cimentò anche nel progetto di una Lectura super Digesto veteri- della quale però fece in tempo a scrivere solo pochi titoli - che sarebbe successivamente stata tramandata sotto il nome di Bartolo da Sassoferrato.
È grazie a tali lavori che Cino da Pistoia viene considerato uno degli iniziatori della cosiddetta Scuola dei Commentatori in Italia.
Il resto della sua produzione scientifica sarebbe consistita in Quaestiones e in Consilia.
Il suo pensiero politico si manifesta non di rado nell'ambito di tali opere: nella Lectura super Codice si possono osservare espressioni della sua fase ghibellina - delle quali la più evidente e interessante è il suo sostegno alla tesi della non validità della Donazione di Costantino - mentre nelle successive opere si può notare il progressivo avvicinamento alle posizioni guelfe, concretatosi nel suo appoggio alla ierocrazia, nonché la radicale ritrattazione della sua precedente tesi sulla Donazione di Costantino contenuta nella Lectura super Digesto veteri.
La prosa latina del Cino giurista risulta essere particolarmente chiara, sobria ed elegante.

### Poeta
All'attività di giurista affiancò sempre quella di poeta stilnovista: compose un ampio numero di Rime, per le quali ebbero parole di apprezzamento sia Dante sia Petrarca e che, secondo Gianfranco Contini, ebbero un ruolo di mediazione "fra lo stilnovismo fiorentino, o si dica l'ideale melodico o di 'unione' che fu quello di Dante [...], e il melodismo supremo dell'altro suo più giovane amico, il Petrarca".
Secondo Francesco de Sanctis Cino da Pistoia fu maestro del Petrarca non solo nell'efficacia musicale del verso, ma anche per la compiutezza espressiva del volgare.
Un esempio particolarmente intenso ci è offerto dal sonetto CLI "Se non si move d'ogni parte Amore / sì dall'amato, come dall'amante, / non può molto durar lo suo valore, / che 'l mezzo Amor non è fermo, né stante".

## Discendenza
Cino sposò Margherita degli Ughi ed ebbe cinque figli:
- Beatrice (?-1389), sposò Arrigo della Torre
- Lambertuccia
- Mino (?-1326)
- Diamante, sposò Marco Tedaldi
- Giovanna, sposò Schiatta Astesi

## Intitolazioni
- In onore di Cino da Pistoia è stato battezzato, nel luglio 2005, l'asteroide 36446 col nome di Cinodapistoia.

- Sempre in suo onore è stata battezzata la scuola secondaria di primo grado di Pistoia con nome di "Cino da Pistoia"

## Opere
- (LA) Lectura in Codicem, Lugduni, [Compagnie des Libraires de Lyon], 1547.

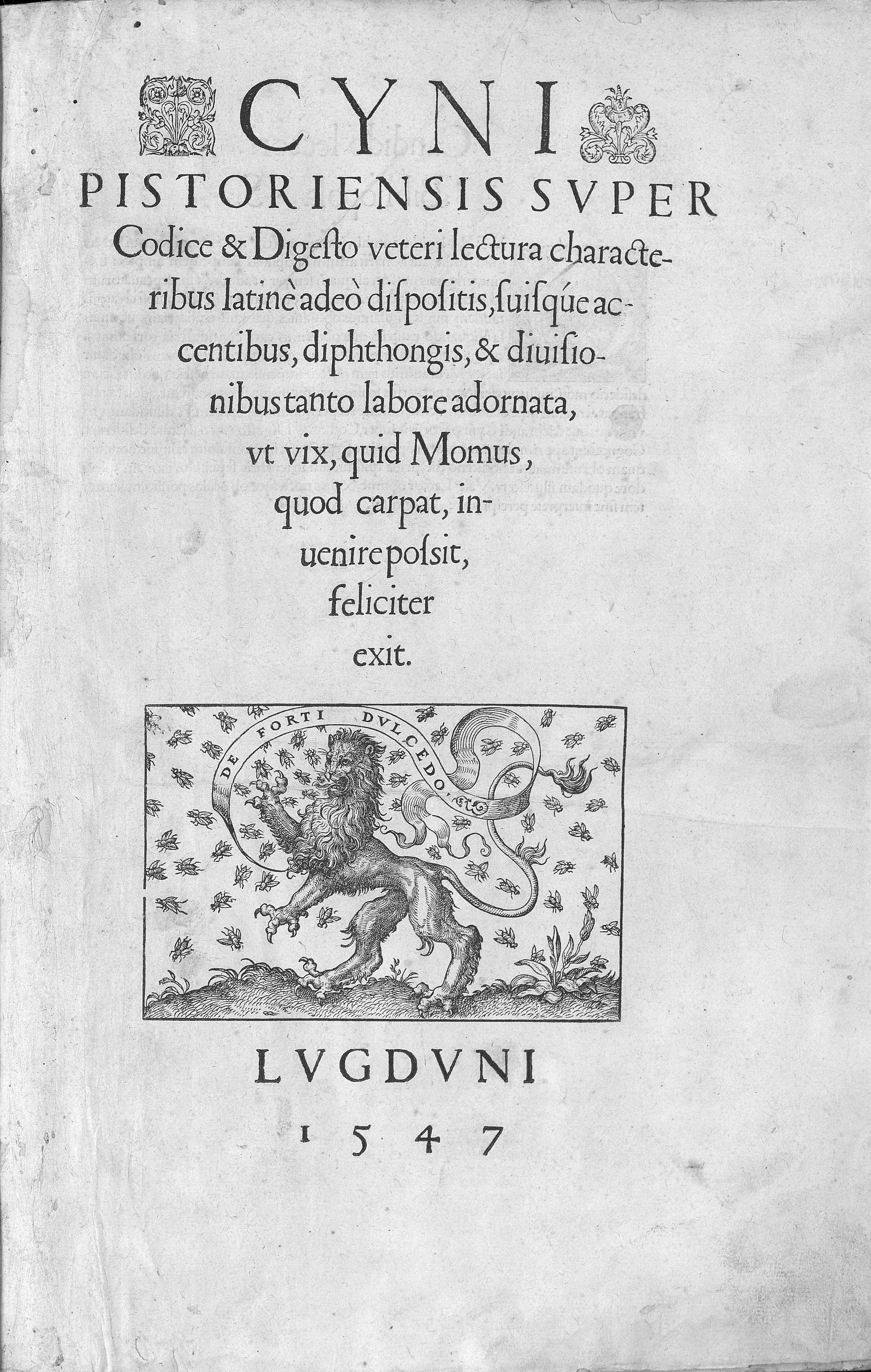
Lectura in Codicem, 1547

- Rime, Milano, Istituto Editoriale Italiano, 1862.
- Io fu' 'n su l'alto e 'n sul beato monte, sonetto

### Manoscritti
- Lectura Codicis, 1357, Città del Vaticano, Biblioteca Apostolica Vaticana, Fondo Vaticano latino, Vat. lat. 2591,  ff. 12r-261r.
  -  Lectura Codicis, XIV secolo, Milano, Biblioteca Ambrosiana, Fondo manoscritti, ms. B 38 inf.,  ff. 1-359.
  -  Lectura Codicis, C. 1-8, inc. Quia omnia nova placent potissime..., XIV secolo, Oxford, All Souls College. The Codrington Library, Manuscript collection, MS 57.
  -  Lectura Codicis, inc. Quia omnia nova placent aptissimeque sunt utilitatis..., XIV secolo, Cambrai, Mediathèque municipale, Fonds manuscrits, Ms. 630 (antea 580).
  -  Lectura Codicis, pars I, C. 4.2, XIV secolo, Firenze, Biblioteca Nazionale Centrale, Fondo Magliabechiano, Magl. Cl. XXIX.169.
- Lectura Codicis (C. 1.1-5.37.25; 5.42.1-5.43.9; 5.37.28.2-4.42) et Digesti veteris (D. 12.1.1-12.1.42), XV secolo, Milano, Biblioteca Ambrosiana, Fondo manoscritti, ms. A 274 inf.,  ff. 1r-379v, 399r-400v, 380r-396r, 398r-v.
- Lectura Digesti veteris, D. 1.1-2.9 - D. 12.1 et Repetitio ad D. 28.2.29, XIV secolo, Wien, Österreichische Nationalbibliothek, Codices (Altbestand), Cod. 2257,  ff. 1r-54r.
  -  Lectura Digesti veteris D. 2.1.1, XV secolo, Darmstadt, Universitäts- und Landesbibliothek Darmstadt, Handschriften, Hs 2202,  ff. 117v-119v.

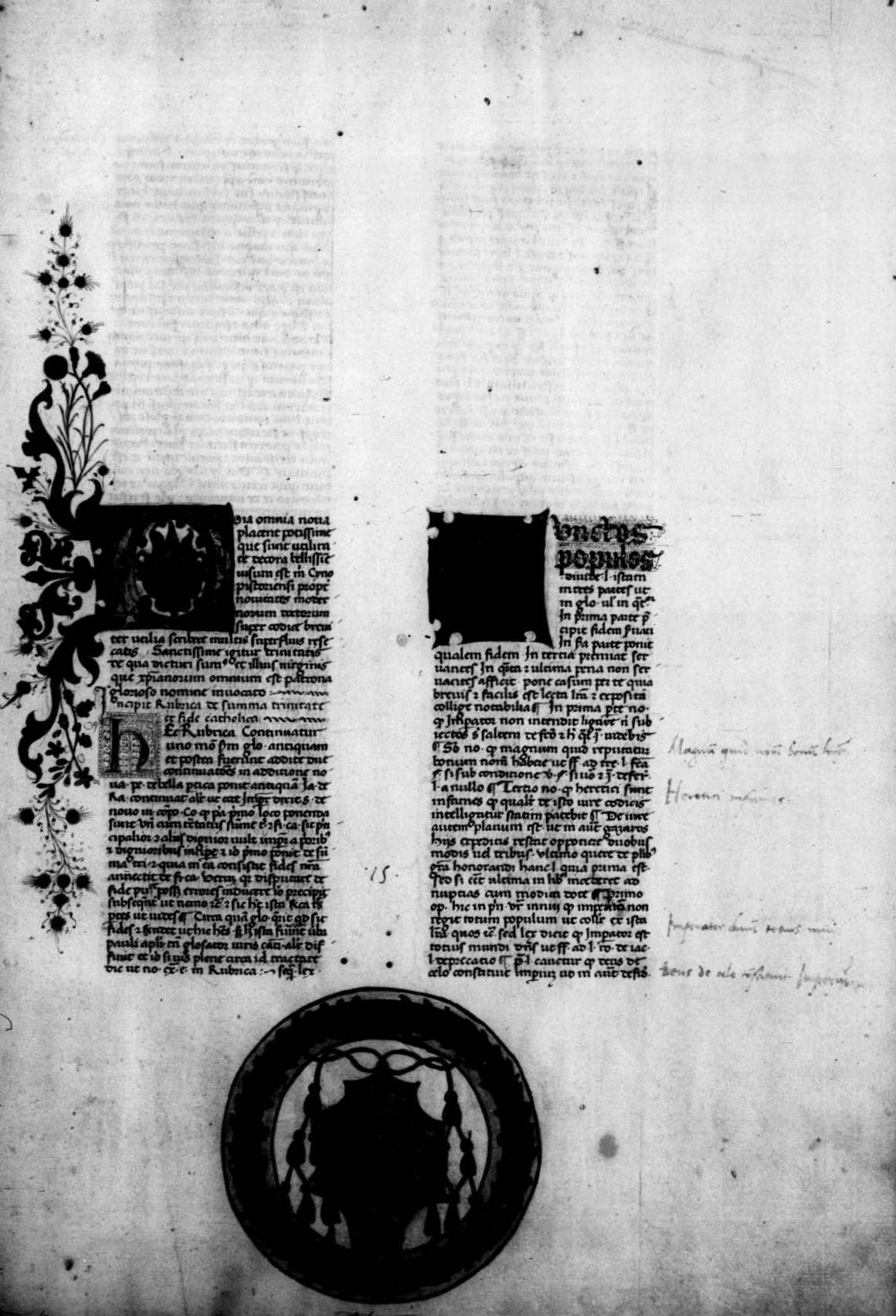
Lectura Codicis (C. 1.1-5.37.25; 5.42.1-5.43.9; 5.37.28.2-4.42), Lectura Digesti veteris (D. 12.1.1-12.1.42), manoscritto, XV secolo.